# Marius Laux
Marius Laux (* 7. Februar 1986 in Limburg a.d. Lahn) ist ein ehemaliger deutscher Fußballspieler. Sein Bruder Raphael Laux war ebenfalls Profifußballspieler.

## Karriere
Nach ersten Erfahrungen beim SV Wehen wechselte Laux zur Jugend des 1. FC Köln. Seit der Saison 2004/05 kam er in der zweiten Mannschaft der Kölner zu 62 Einsätzen in der Oberliga Nordrhein (17 Tore) sowie der Regionalliga Nord und ab der Saison 2008/09 der Regionalliga West zu weiteren 66 Einsätzen mit sieben Treffern.
Im Juli 2009 wechselte Laux dann zu den Profis der Offenbacher Kickers in der 3. Liga. Er bestritt bis zur Winterpause in seiner ersten Saison alle 21 Spiele und erzielte dabei zwei Tore.
Zur Saison 2011/12 wechselte Laux zum Ligakonkurrenten 1. FC Saarbrücken. Nach zwei Jahren verließ er im Sommer 2013 den Verein. Ab Sommer 2013 spielte er wieder in der zweiten Mannschaft des 1. FC Köln, bis er Ende 2021 seine Karriere beendete. Seit Januar 2022 ist er Team-Manager der Bundesligamannschaft des 1. FC Köln.
Laux war als Mittelfeldspieler und als Stürmer einsetzbar. Laux hat eine Trainer B-Lizenz und neben seiner Spielerlaufbahn den Bachelor der Betriebswirtschaftslehre und einen Master of Business Administration erworben.